# Castelnuovo di Porto
Castelnuovo di Porto és un comune (municipi) de la ciutat metropolitana de Roma, a la regió italiana del Laci, situat uns 25 km al nord de Roma. L'1 de gener de 2018 tenia 8.564 habitants.